# Dragsjön, Jämtland
Dragsjön är en sjö i Bräcke kommun i Jämtland och ingår i Ljungans huvudavrinningsområde. Sjön har en area på 0,217 kvadratkilometer och ligger 212,9 meter över havet.

## Delavrinningsområde
Dragsjön ingår i det delavrinningsområde (696495-151485) som SMHI kallar för Utloppet av Tättesjön. Medelhöjden är 276 meter över havet och ytan är 11,98 kvadratkilometer. Räknas de 277 avrinningsområdena uppströms in blir den ackumulerade arean 2 783,39 kvadratkilometer. Gimån som avvattnar avrinningsområdet har biflödesordning 2, vilket innebär att vattnet flödar genom totalt 2 vattendrag innan det når havet efter 123 kilometer. Avrinningsområdet består mestadels av skog (76 procent). Avrinningsområdet har 1,59 kvadratkilometer vattenytor vilket ger det en sjöprocent på 11,9 procent.